# Pogrom lwowski (1918)
Pogrom lwowski, 1918 – pogrom ludności żydowskiej we Lwowie między 22 a 24 listopada 1918 roku wywołany przez część polskich żołnierzy, a także cywilów. Wydarzenia trwały w trakcie bitwy o Lwów.
Punktem zwrotnym był 22 listopada 1918, kiedy to podczas świętowania zdobycia ratusza przez Polaków, żołnierze por. Abrahama uderzyli na sklep jubilerski Zippera, znajdujący się w kamienicy na rogu Rynku i ul. Szewskiej. Atak na sklep Zippera stał się detonatorem antyżydowskiego pogromu dla gromadzących się na Rynku lwowian.

## Tło wydarzeń

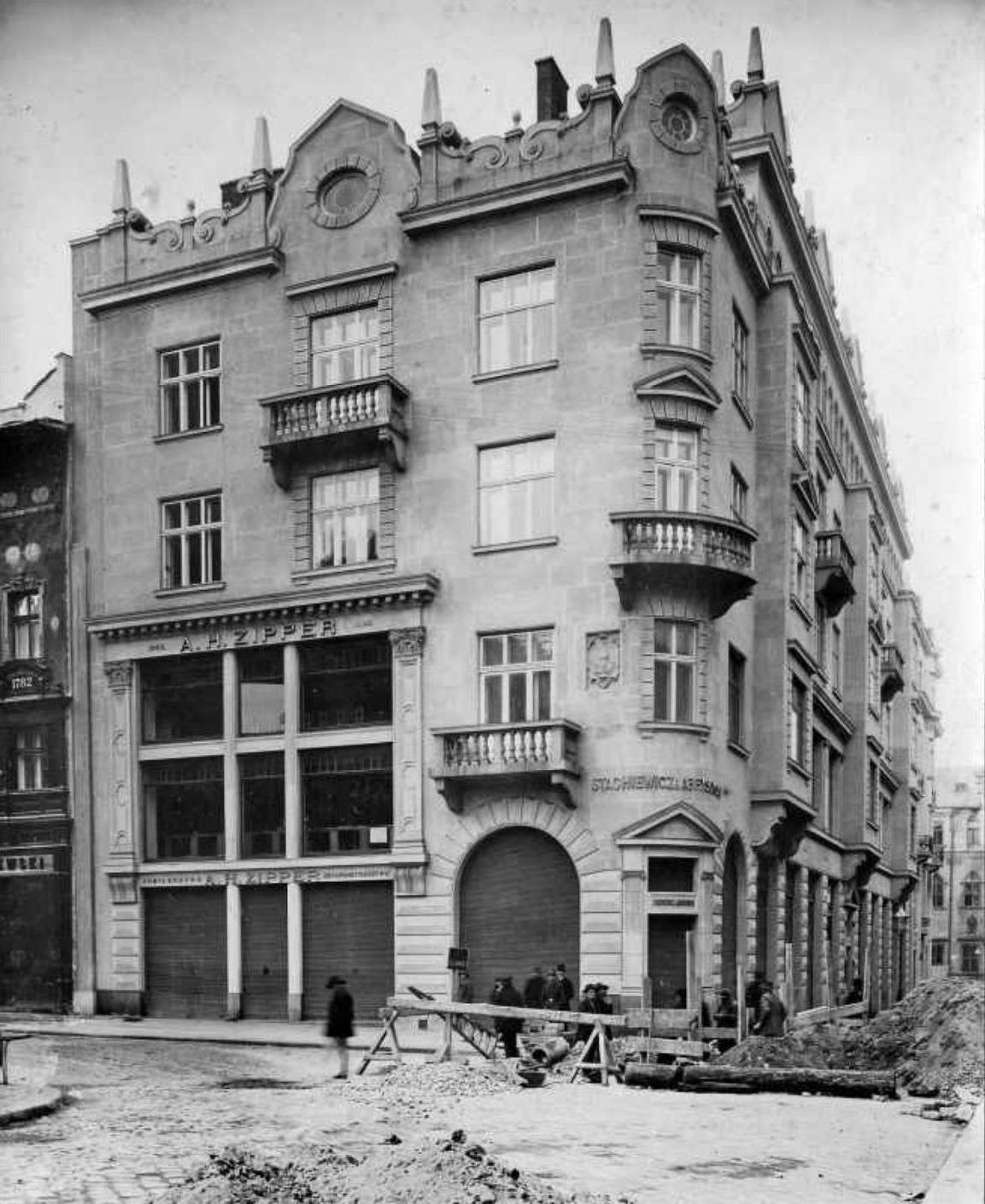
Kamienica na rynku lwowskim, w której mieścił się sklep jubilerski Zippera

W październiku 1918 we Lwowie utworzono Ukraińską Radę Narodową z Jewhenem Petruszewyczem na czele, która w swoim manifeście proklamowała we Lwowie powstanie Zachodnioukraińskiej Republiki Ludowej. Władze ZURL uznały istnienie mniejszości narodowych, w tym Żydów (w przeciwieństwie do czasów Austro-Węgier, kiedy to Żydzi nie byli uznawani jako naród i w spisach byli rejestrowani jako osoby porozumiewające się w języku polskim lub niemieckim). Wypuszczenie przez Ukraińców kryminalistów z więzień i obecność we Lwowie licznych dezerterów z Armii Austro-Węgier przyczyniły się do rozprzężenia w mieście. W efekcie, po zajęciu części Lwowa przez Ukraińców, utworzono 1 listopada 1918 w dzielnicy żydowskiej Milicję Żydowską. Na jej czele stał oficer armii austriackiej Zisler. Liczyła ona 300 ludzi, 200 z nich było uzbrojonych.
W lokalnej prasie, m.in. w Pobudce – organie prasowym Naczelnej Komendy Wojsk Polskich we Lwowie, oskarżano Żydów o wspieranie wojsk ukraińskich w czasie walk o miasto oraz za udział milicji żydowskiej w walkach przeciwko Polakom. Mączyński w swoich wspomnieniach przedstawia pogrom jako odwet na Żydach. Pogrom, który rozpoczął się na rynku starego miasta, rozprzestrzenił się na dzielnicę żydowską.
Według relacji świadków (m.in. dziennikarz Franciszek Salezy Krysiak) w czasie walk polsko-ukraińskich milicja żydowska informowała Ukraińców o działaniach sił polskich, a nawet ostrzeliwała walczących Polaków, być może nie mogąc odróżnić żołnierzy od pospolitych bandytów, tym bardziej że żołnierze używali wielu różnych typów umundurowania. Zwolnieni z więzień znajdowali się też w szeregach obrońców Lwowa, walcząc wcześniej z Ukraińcami. Według komendanta obrony Lwowa, kpt. Czesława Mączyńskiego meldunki i sprawozdania z walk, również ze strony ukraińskiej, donosiły, że Milicja Żydowska brała regularny udział w walkach przeciwko Polakom. Po wycofaniu się żołnierzy Ukraińskiej Armii Halickiej z tej części miasta, w dzielnicy żydowskiej nadal słychać było strzały, co Mączyński odebrał jako trwające walki z niedobitkami Ukraińskiej Armii Halickiej.

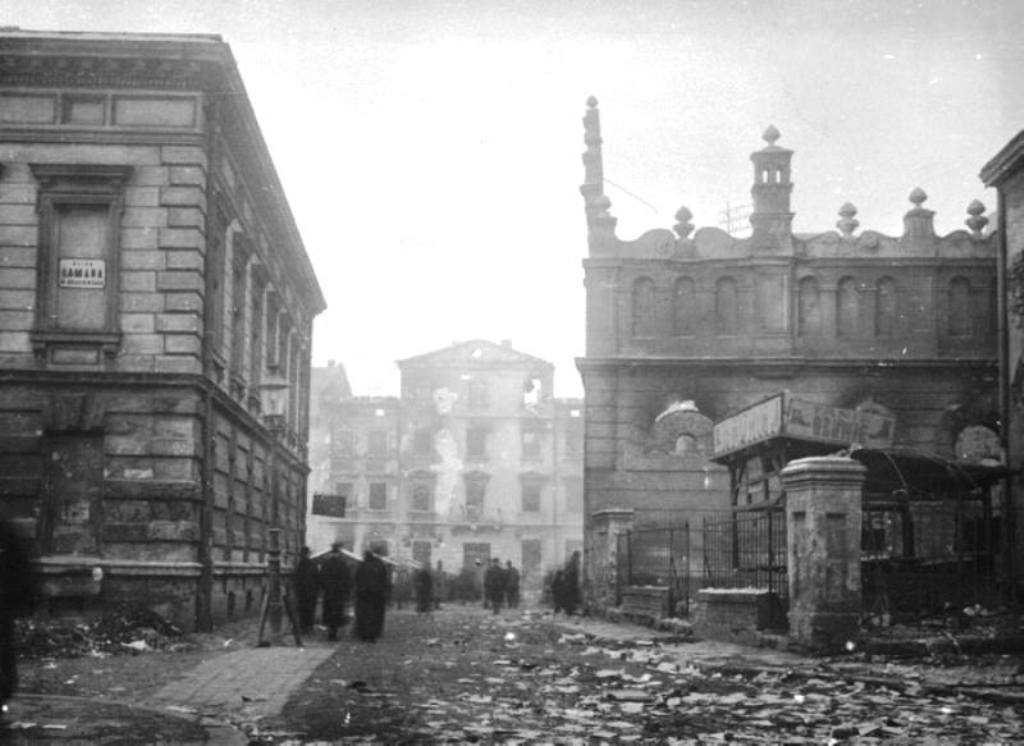
Żydowska dzielnica po pogromie, po prawej stronie widoczna spalona Synagoga Beit Chasidim

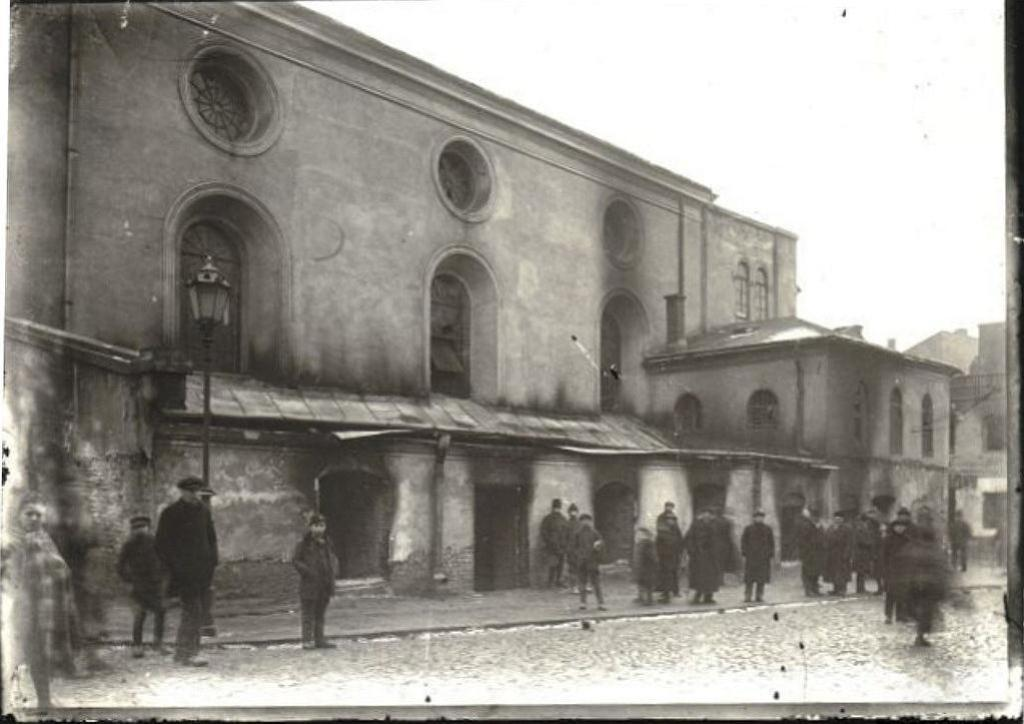
Wielka Synagoga Przedmiejska spalona w czasie pogromu

22 listopada, po pierwszych wieściach o rozruchach, gen. Bolesław Roja wydał rozkaz o wprowadzeniu stanu wyjątkowego i sądów doraźnych. Delegacja Żydów przekazała rozkaz Mączyńskiemu, jednakże dopiero 24 listopada został on ogłoszony i rozplakatowany. Mączyński, będący działaczem silnej we Lwowie endecji, powoływał się później na opóźnienie drukarni, natomiast sam wydał w tym czasie odezwę Do ludności żydowskiej miasta Lwowa.
W ramach przeciwdziałania rabunkom na ulice Lwowa wyruszyły specjalne polskie patrole. Według Mączyńskiego, powołującego się z kolei na meldunek mjr. Michała Cieńskiego, szefa żandarmerii, pośród aresztowanych za rabowanie sklepów żydowskich 60% stanowili Ukraińcy, 30% Polacy, 10% sami Żydzi.
Równocześnie w okresie tym sąd polowy we Lwowie poszukiwał żydowskich milicjantów: Bernarda Apfelbauma, Joela Hutterea, Wiktora Tanza, Henryka Horowitza i Michała Steila, którzy zbiegli z lwowskich aresztów, a byli objęci śledztwami pod zarzutem strzelania do polskich żołnierzy w dniach obrony Lwowa. Według komendanta obrony Lwowa, kpt. Czesława Mączyńskiego, żadnego pogromu nie było, wystąpiły jedynie rabunki i wypadki doraźnego karania wrogiej ludności. Według niektórych historyków antysemickie podejście Mączyńskiego było jedną z przyczyn pogromu; historycy w dużej mierze właśnie jego obarczają odpowiedzialnością za to zdarzenie. Sam Mączyński w swoich relacjach odżegnywał się od antysemityzmu, wskazując, że przyjmował do służby w Wojsku Polskim również osoby pochodzenia żydowskiego.
Całkowicie odmienną wersję wydarzeń od przedstawianej przez Mączyńskiego przedstawia w swojej monografii Lwów – kres iluzji opartej o badania źródłowe Grzegorz Gauden. Badania te wskazują na bierność polskiego wojska wobec rabunków i gwałtów, a nawet przyzwolenie ze strony Mączyńskiego. Jego spisana później relacja w świetle badań Gaudena wydaje się próbą uniknięcia i zacierania odpowiedzialności. 
Opis wydarzeń znajduje się również w pracy Jana Gelli, lwowskiego pisarza i poety, który w trakcie walk zbierał materiały do opracowania wydanego wiosną 1919 roku. Jan Gella opisuje postawę lwowskich Żydów jako dwojaką, część z nich, jak doktorzy Wasser i Parnas apelowali o neutralność, reszta, w tym milicja żydowska stanęła otwarcie po stronie ukraińskiej, biorąc udział w walkach przeciwko Polakom, za co Ukraińcy dziękowali w specjalnym komunikacie z 18 listopada. Wzbudziło to niechęć i oburzenie wśród Polaków. Zdaniem Jana Gelli duży wpływ na powstanie zamieszek miał fakt wydostania się z więzień około 500 pospolitych bandytów, którzy rabowali mienie i sklepy.

## Liczba ofiar

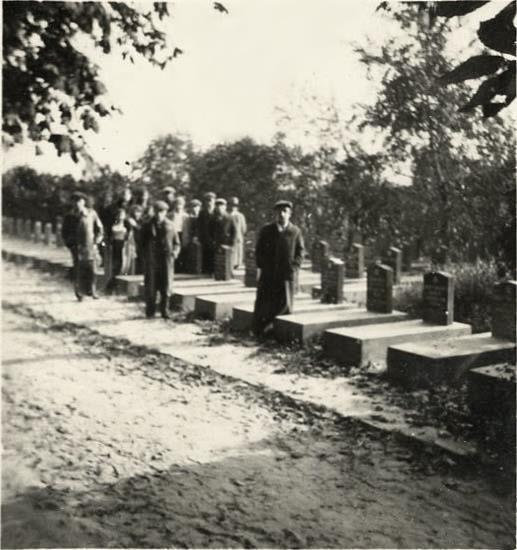
Mogiły ofiar pogromu na Nowym Cmentarzu Żydowskim we Lwowie, lata 30. XX wieku

- Według komisji Ministerstwa Spraw Zagranicznych (Raport Chrzanowskiego i Wasercuga) zginęło 150 osób.
- Do 13 grudnia 1918 roku, w Żydowskim Komitecie Ratunkowym, zarejestrowano około 7000 wszystkich ofiar przemocy, kradzieży, zniszczenia mienia w trakcie pogromu, pożarów. Komitet wymienia końcową liczbę 73 ofiar śmiertelnych i 437 rannych[11]. Straty materialne ocenione zostały w koronach austro-węgierskich jako równowartość 4 milionów funtów szterlingów[12][a][b].
- Według raportu Morgenthaua zabito 64 osoby i wyrządzono poważne zniszczenia. Spalono także synagogę i wiele domów mieszkalnych.

Według Mączyńskiego większość zabitych zginęła jeszcze w okresie walk i miała rany postrzałowe. Taką ocenę Mączyńskiego kwestionują dane MSZ, a także badania Gaudena. 
W opracowaniu Jana Gelli znajduje się jednak informacja, że zwłoki Żydów zabitych w trakcie strzelanin i rabunków prowadzonych w okupowanej przez Ukraińców części miasta przechowywane były w prowizorycznych kostnicach przy ulicy Słonecznej i w Colloseum Hermanów, a po wydarzeniach  z 22 i 23 listopada zostały wliczone w poczet zabitych w tych dniach, co zdaniem autora zawyża liczbę ofiar.

## Raport Chrzanowskiego i Wasercuga
17 grudnia 1918 roku, sporządzony został raport „Wystąpienia antyżydowskie we Lwowie”, którego autorami byli Leon Chrzanowski oraz Józef Wassercug. Raport powstał na zlecenie Ministerstwa Spraw Zagranicznych i nigdy nie został oficjalnie opublikowany. Autorzy raportu podkreślili rolę jaką w pogromie odegrali zwolnieni z lwowskich więzień przestępcy, którzy znaleźli się w szeregach polskich obrońców Lwowa. Mężczyźni ci, wraz z innymi członkami lwowskiego świata przestępczego, wyposażeni w broń jaką polskie władze oferowały każdemu ochotnikowi chcącemu przyłączyć się do walki, wykorzystali otrzymaną broń zarówno do odparcia Ukraińców jak i rabowania żydowskiej dzielnicy. 
Chrzanowski i Wasercug ustalili również, iż pomimo braku oficjalnego rozkazu na rozpoczęcie ekspedycji karnej przeciwko Żydom wydanego przez polskie władze wojskowe, to jednak zarówno wśród szeregowych żołnierzy jak i oficerów biorących udział w pogromie i rabunkach, do spółki z umundurowanymi ochotnikami, powszechny był pogląd, iż akcja jest akceptowana przez polskie dowództwo wojskowe. 
Z drugiej strony, Israel Cohen, specjalny komisarz organizacji syjonistycznej z Wielkiej Brytanii, który odwiedził Polskę w styczniu 1919 roku, w swoim raporcie na temat lwowskiego pogromu, przedstawił zeznania świadków, którzy poinformowali go o innym wydarzeniu. Zdaniem świadków, gdy przedstawiciele żydowskiej społeczności Lwowa, 22 listopada 1918 roku nad ranem, przyszli zaprotestować przed polskimi władzami wojskowymi i prosić o zakończenie pogromu, Antoni Jakubski, II szef sztabu, poinformował ich, iż nie można nic zrobić, ponieważ akcja jest ekspedycją karną przeciwko żydowskiej dzielnicy. 
Raport Chrzanowskiego i Wasercuga wymienia co najmniej 150 zabitych. Wielu z nich zginęło w płomieniach podpalonych domów. Spalono ponad 50 dwu- i trzykondygnacyjnych budynków mieszkalnych, splądrowano ponad 500 sklepów i magazynów należących do Żydów. Po pogromie, około 2000 ludzi zostało bez dachu nad głową lub mogło liczyć jedynie na doraźne zakwaterowanie. Pod ochroną Żydowskiego Komitetu Ratunkowego znalazło się 70 żydowskich dzieci, które w pogromie straciło obydwoje rodziców. Zarejestrowano co najmniej kilkanaście przypadków gwałtów.

## Następstwa
Pogrom lwowski odbił się szerokim echem międzynarodowym. Pogromy, do których doszło w owym czasie na ziemiach zamieszkiwanych przez Polaków, w tym pogrom we Lwowie, były jedną z przyczyn nacisków na delegację polską na konferencji pokojowej w Paryżu, aby Polska zagwarantowała prawa mniejszości, podpisując mały traktat wersalski 28 czerwca 1919. Jedną z pierwszych gazet, która napisała o pogromie lwowskim był wiedeński dziennik Neue Freie Presse. W artykule z dnia 30 listopada 1918 roku pod tytułem Pogrom we Lwowie. Od naocznego świadka (Der Pogrom in Lemberg. Von einem Augenzeugen) autor (MW) w obszernym tekście opisuje lwowskie wydarzenia, podając jednocześnie rażąco zawyżoną liczbę ofiar.
Pogrom został opisany także m.in. w The New York Times czy Berliner Tageblatt, na łamach którego 27 listopada podano informację o 600 zabitych Żydach, opierając swoje doniesienia na informacjach „naocznych świadków”. W The New York Times opisano także masakrę w Pińsku z kwietnia 1919.

Polska prasa drukowana milczała na swoich łamach o pogromie lwowskim lub próbowała go wybielać; jedynym wyjątkiem był artykuł pod tytułem Lwowski pogrom Andrzeja Struga z dnia 6 grudnia 1918 roku zamieszczony na pierwszej stronie Robotnika, w którym pisał m.in.: 
Jakby za wzajemną umową milczą wszyscy, którzy mają coś o tym do powiedzenia. Ludzie przebywający ze Lwowa nie radzi wspominać o pogromie. Prasa galicyjska ukrywa prawdę, prasa warszawska milczy. I opinia polska dotychczas nie zna strasznej prawdy! Czy to wstyd naszego sumienia? Czy jakaś straszna obojętność? Może wstyd przed światem, przed Europą?.
Lwowski Kurjer Nowy“ z dn. 24 listopada 1918 r.:
Przewrót, jaki się dokonał w ciągu jednej doby, paniczna ucieczka Ukraińców, pościg naszej armji za wrogiem, wszystko to stworzyło ów moment dogodny dla rabunku i bezprawia ciemnych żywiołów. Nie wątpimy, że komenda wojskowa we Lwowie silną dłonią chronić będzie bezpieczeństwo Lwowa i w żelazne ryzy i dyscyplinę ujmie oddziały wojskowe, które rzekomo miały pobłażliwie spoglądać na czyny bezprawia czerni bandyckiej. Musimy jednak zaapelować do całego społeczeństwa, by nie dawało się powodować tak łatwym w chwili obecnej, a popularnym hasłom, by nie szło za odruchem chwili, nie ulegało pewnego rodzaju suggestji masowej, której zew wychodzi od najciemniejszych żywiołów, zawsze skłonnych do łowienia prywatnej korzyści w mętnej wodzie przełomowych stosunków.
Lwowska „ Gazeta Wieczorna“ z dn. 24 listopada 1918 r.):
„Jeszcze snują się ciężkie dymy nad dzielnicą żydowską miasta Lwowa, jeszcze wala się po ulicach gruz ze zrabowanych sklepów, szkło z pobitych szyb, jeszcze patrole wojska polskiego wyciągają z gruzów trupy ofiar niewinnych. W tłumie zbudziły się instynkta najniższe. Bandyta przebrany w zrabowaną czapkę żołnierską, bezkarny zrazu za osłoną odznak żołnierza polskiego jął się potwornej pracy zniszczenia. W zaułkach lwowskich wiał ten potworny wichr, który od dwóch lat rozkłada i rujnuje dawne imperjum rosyjskie. Na szczęście mocna ręka polskiej władzy wojskowej położyła koniec tym potwornym i smutnym nad wyraz wydarzeniom“. 
„Przebieg wypadków wikła jeszcze okoliczność, że szumowiny przybierają niejednokrotnie święty i drogi sercom naszym mundur legjonowy, aby pod jego ochroną prowadzić bezwstydną, niecną swą robotę. Wielu takich pseudo „legjonistów“ już aresztowano. 

„Ekscesy będą miały tylko ten skutek, że rozpętają anarchję, której rozmiarów i szkodliwości wprost przewidzieć niepodobna. Pożar może ogarnąć nasz dom i zniszczyć to, co trudem i krwią zbudowały pokolenia i o utrzymanie czego walczyły trzy tygodnie zastępy bohaterskiego żołnierza. Prócz tego okryć gotowe wypadki wieczystą plamą sztandar godności narodowej, którego bronić musi Polska cała. Wiemy, że czynniki rządowe i władze wojsk, czynią wszystko, aby rozruchom położyć kres, obowiązkiem całego społeczeństwa jest pomódz w tej trudnej, brzemiennej chwili przez jaknajenergiczniejsze współdziałanie z władzami i bezwzględny dla nich posłuch. Rozum stanu, uczucie ludzkie i godność narodowa tego od nas wymaga“.
Amerykanie wysłali misję rządową w celu zbadania traktowania Żydów w Polsce. Wyniki jej badań opublikowano 3 października 1919 r. jako raport Morgenthaua.